# Western Blood (film, 1918)
Pour les articles homonymes, voir Western Blood.
Pour plus de détails, voir Fiche technique et Distribution.
Western Blood est un film muet américain réalisé par Lynn Reynolds et sorti en 1918.

## Fiche technique
- Réalisation : Lynn Reynolds
- Scénario : Lynn Reynolds
- Société de production : Fox Film Corporation
- Date de sortie : 
  - États-Unis : 14 avril 1918

## Distribution
- Tom Mix : Tex Wilson
- Victoria Forde : Roberta Stephens
- Barney Furey : Wallace Payton
- Frank Clark : Colonel Stephens
- Pat Chrisman : Juan
- Buck Jones : un cow-boy